# Siruttok
El siruttok es un tipo de ttok (pastel de arroz coreano) que se prepara cociendo al vapor harina de arroz o arroz glutinoso en una vaporera. Solía vaporizarse en un siru (시루, una olla de barro grande), de donde procede su nombre. También se llama tchinun ttok (찌는 떡, ttok al vapor). Se considera la forma más básica y antigua de ttok en la historia de Corea.
Los ingredientes principales del siruttok son el arroz (maepssal) o el arroz glutinoso (chapssal), que a veces se mezclan. Algunos casos se añaden al arroz otros cereales, judías como la azuki, frijol chino y sésamo, harina de trigo o almidón. También pueden usarse varias frutas y frutos secos como ingredientes secundarios: caquis, melocotones o albaricoques, castañas, nueces y piñones. También pueden usarse verduras con sabor o hierbas para condimentar el ttok: hojas de danggwi (Ostericum grosseserratum), seta soki (Umbilicaria esculenta), daikon, artemisia, pimienta negra y chongchu están entre los más frecuentes, además de miel y azúcar como endulzantes.
El arroz se remoja en agua un tiempo y luego se muele. La harina de arroz así obtenida se introduce en un siru y se cuece al vapor. Según el método empleado, el siruttok se subdivide en dos grupos: solkittok (설기떡) si dispone en un solo pedazo grande mientras el kyottok (켜떡) consiste en múltiples capas con polvo de judía azuki u otra variedad. El solkittok también se llama murittok (무리떡) y es considerado la forma más básica de siruttok, hecho solo con arroz. Para el kyottok se mezclan arroz y arroz glutinoso.

## Variedades
- Paeksolki (백설기), un tipo de siru ttok. Significa literalmente ‘ttok blanco nieve’ y se hace con arroz blanco.
- Kongttok (콩떡), hecho con diversos tipos de judías.
- Jeungpyeon, hecho con makkolli (vino de arroz sin filtrar).
- Muchigae ttok (무지개떡),[3] literalmente ‘tteok arcoiris’, con rayas de color. Se usa especialmente para el janchi (잔치), banquetes, fiestas o festines coreanos como el tol (celebración del primer cumpleaños de un niño), Hwangap (60.º cumpleaños) o kyonhon chanchi (fiesta de bodas).